# Navidades trágicas
Navidades trágicas (título original en inglés: Hercule Poirot's Christmas) es una novela policiaca escrita por la escritora británica Agatha Christie, publicada originalmente en el Reino Unido en diciembre de 1938 y en Estados Unidos en 1939 bajo el título Murder for Christmas.
Cuenta una historia plagada de suspense. El personaje principal es el detective Hércules Poirot.

## Argumento
La trama de la novela se basa en el asesinato en vísperas de Navidad del Sr. Lee, quien fuera un millonario que había invitado a sus cinco hijos a pasar las fiestas en su casa.
El hecho lleva al detective Hércules Poirot a investigar el asesinato.